# Nußdorf (Gemeinde Ternitz)
Nußdorf ist ein Ortsteil der Stadtgemeinde Ternitz im Bezirk Neunkirchen in Niederösterreich.
Nußdorf befindet sich nordwestlich von Raglitz, an das es direkt angebaut ist, und unmittelbar am Naturpark Sierningtal-Flatzer Wand, der hier sein östliches Ende findet. Der locker verbaute Ortsteil breitete sich in der 2. Hälfte des 20. Jahrhunderts stark aus.